# 원숭이얼굴장갱이
원숭이얼굴장갱이(영어: monkeyface prickleback)는 북미 서해안에 자생하는 장갱이의 일종이다.
오리건 남부에서 바하칼리포르니아에 이르는 해안에 서식하며, 바위투성이 해안에 물이 고인 조수 웅덩이에서 발견된다. 1854년 프랑스 학자 샤를 프레데리크 지라르가 처음 기재했다. 해저에 알을 낳으며, 어느 정도 둥지 수호 행동을 나타낸다. 치어는 동물성 플랑크톤을 잡아먹지만 성어는 거의 초식성이 되어서 녹조류와 홍조류를 먹고 산다. 성어가 되면 인간 외에는 천적이 거의 없어지지만, 치어는 새나 풀볼락 등 다른 물고기에게 잡아먹히곤 한다. 신장은 최대 76 센티미터까지 자라고 수명은 최장 18년이다. 현재까지 포획된 가장 큰 원숭이얼굴장갱이는 체중이 2.7 킬로그램이었다.
고대로부터 식용 흰살생선으로 이용되었으며, 캘리포니아 해안지역의 원주민 패총에서 뼈가 발견된다.